# 阿尔赫西利亚新镇
阿尔赫西利亚新镇，是西班牙卡斯蒂利亚-拉曼恰瓜达拉哈拉省的一个市镇。总面积5平方公里，总人口39人（2001年），人口密度8人/平方公里。